# Adolph Martin Schlesinger

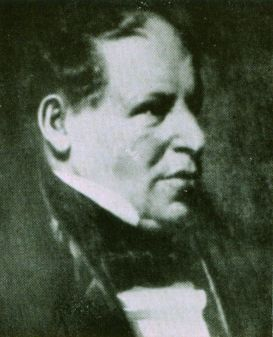
Adolph Martin Schlesinger

Adolph Martin Schlesinger (zunächst Abraham Moses Schlesinger, * 8. Oktober 1769 in Zülz, Oberschlesien; † 11. Oktober 1838 in Berlin) war ein deutscher Musikverleger und Musikalienhändler.

## Leben
Abraham Moses Schlesinger wechselte im Alter von etwa 16 Jahren aus seiner Geburtsstadt, dem oberschlesischen Zülz, in die Hauptstadt Berlin. Hier beteiligte er sich 1792 an der Gründung der Gesellschaft der Freunde. Seit 1795 betrieb er einen Buchhandel in seiner Wohnung in der Brüderstraße und als Reisender. Nach der Verabschiedung der neuen preußischen Städteordnung wurde Schlesinger 1809 Stadtbürger von Berlin und konnte zu Ostern 1811 offiziell eine Buch- und Musikalienhandlung in der Breiten Straße 8 eröffnen. 1812 entschloss er sich zur Änderung seines Vornamens und nannte sich fortan Adolph Martin, blieb aber dem jüdischen Glauben treu.
1814 schloss Schlesinger einen Vertrag mit Carl Maria von Weber ab und sicherte sich die bedeutendsten Werke des Komponisten. Die Popularität von Webers Freischütz machte Adolf Martin Schlesinger zum erfolgreichsten Musikverleger in Preußen. Der Volksmund nannte das 1823 erworbene Geschäftsgebäude Unter den Linden 34 deshalb Schreifritzhaus. Die vornehme Mahagoniausstattung des Ladens war von Karl Friedrich Schinkel entworfen worden.
Bereits zwei Jahre nach der Erstveröffentlichung des Freischütz führte Schlesinger drei Klagen wegen unbefugter Nachdrucke. Schlesinger wandte sich an den König, um ihn „um den Schutz“ seines „Eigenthums allerunterthänigst anzuflehen“, nachdem er zwei Prozesse verloren hatte. Schlesinger führte als Musikverleger in den Folgejahren die meisten Nachdrucksprozesse in ganz Deutschland. Das Problem der Nachdrucke wurde zu seinem zentralen Lebensthema. Das preußische Gesetz von 1837 und der nachfolgende Bundesbeschluss trugen Spuren seiner Aktivitäten, denn mit seinen Eingaben und Privilegiengesuchen hatte er die speziellen Probleme der Bearbeitung von Musikalien mehrfach zum Gegenstand ministerieller Beratungen gemacht.
1819 schickte Schlesinger seinen Sohn Maurice Schlesinger zu Ludwig van Beethoven. Beethoven übergab ihm das Widmungsstück Glaube und hoffe WoO 174 und überließ dem Verlag seine Schottischen Lieder op. 108, die drei letzten Klaviersonaten op. 109–111 und die Bagatellen op. 119. Weitere historisch bedeutsame Veröffentlichungen kamen von den Komponisten Gaspare Spontini, Luigi Cherubini, Johann Nepomuk Hummel, Carl Loewe und Felix Mendelssohn Bartholdy.
Schlesinger bemühte sich, Einfluss auf das kulturelle Leben zu gewinnen und gab vier Zeitschriften heraus. Der Freimütige, ein Unterhaltungsblatt für gebildete, unbefangene Leser, erschien zwischen 1825 und 1835, die von Adolf Bernhard Marx redigierte Berliner Allgemeine Musikalische Zeitung von 1824 und 1830, das Berliner Conversationsblatt von 1827 bis 1838 (1830 bis 1835 verschmolzen mit dem Freimüthigen) und ab 1828 das Berliner Kunst-Blatt.
Im fortgeschrittenen Alter wirkte Schlesinger, der ein Auge durch einen Unglücksfall verloren hatte, auf Zeitgenossen als „[...] kleiner, untersetzter, wohlbeleibter Herr, dem man seine Tatkraft, seinen Unternehmergeist und seinen Geschäftssinn sofort ansah, wenn er mit seinem einen Auge – das linke fehlte ihm; – den Besucher scharf musterte.“ Er hinterließ seiner Witwe ein Millionenvermögen. Die Geschäfte wurden von seinem Sohn Heinrich (ursprünglich Heymann) Schlesinger (geb. 1807) bis zum Verkauf der Firma an Robert Emil Lienau im Jahr 1864 weitergeführt. Briefe von Schlesinger befinden sich im Bestand des Leipziger Musikverlages C. F. Peters im Staatsarchiv Leipzig.

## Belege
1. ↑  Börsenblatt für den Deutschen Buchhandel, 1. April 1910.

| Personendaten    | Personendaten                                 |
| ---------------- | --------------------------------------------- |
| NAME             | Schlesinger, Adolph Martin                    |
| ALTERNATIVNAMEN  | Schlesinger, Abraham Moses                    |
| KURZBESCHREIBUNG | deutscher Musikverleger und Musikalienhändler |
| GEBURTSDATUM     | 8. Oktober 1769                               |
| GEBURTSORT       | Zülz, Oberschlesien                           |
| STERBEDATUM      | 11. Oktober 1838                              |
| STERBEORT        | Berlin                                        |